# تاماتيلت (آيت زياد)
تاماتيلت هو دُوَّار يقع بجماعة تيدلي مسفيوة، إقليم الحوز، جهة مراكش آسفي في المملكة المغربية. ينتمي الدوّار لمشيخة آيت زياد التي تضم 14 دوار. يقدر عدد سكانه بـ 1004 نسمة حسب الإحصاء الرسمي للسكان والسكنى لسنة 2004.

## روابط خارجية
- البوابة الوطنية للجماعات الترابية نسخة محفوظة 12 مارس 2018 على موقع واي باك مشين.
- المندوبية السامية للتخطيط